# József Sütő
József Sütő (ur. 9 września 1937 w Makó) – węgierski lekkoatleta, długodystansowic, dwukrotny olimpijczyk.

## Kariera sportowa
Zajął 23. miejsce w biegu na 10 000 metrów na mistrzostwach Europy w 1962 w Belgradzie. Na igrzyskach olimpijskich w 1964 w Tokio zajął 5. miejsce w biegu maratońskim i 16. miejsce w  biegu na 10 000 metrów, a na mistrzostwach Europy w 1966 w Budapeszcie zajął 13. miejsce w biegu na 10 000 metrów i nie ukończył maratonu. Również nie ukończył biegu maratońskiego na igrzyskach olimpijskich w 1968 w Meksyku.
Był mistrzem Węgier w biegu na 10 000 metrów w 1962 i 1963, w biegu maratońskim w latach 1963–1965, w biegu przełajowym na długim dystansie w 1963 oraz w sztafecie 4 × 1500 metrów w 1963 i 1964.
Dwukrotnie poprawiał rekord Węgier w maratonie do rezultatu 2:17:55,8, osiągniętego 21 października 1964 w Tokio.
Jego rekord życiowy w biegu na 10 000 metrów wynosił 28,56,8, ustanowiony 17 czerwca 1967 w Budapeszcie. 